# Bob Williams (giocatore di football americano)
Robert Allen Williams, detto Bob (Cumberland, 2 gennaio 1930 – 26 maggio 2016), è stato un giocatore di football americano statunitense che ha giocato nel ruolo di quarterback per i Chicago Bears della National Football League (NFL). Al college giocò a football all'Università di Notre Dame.

## Carriera
Dopo una carriera da All-American a Notre Dame, Rote fu scelto dai Chicago Bears come secondo assoluto nel Draft NFL 1951. Vi giocò come professionista per tre stagioni, nel 1951, 1952 e 1955, un totale di 29 partite, passando 10 touchdown e subendo 12 intercetti.

## Palmarès
- College Football Hall of Fame

## Statistiche
| Yard passate  | 4 797 |
| Touchdown     | 48    |
| Intercetti    | 871   |
| Passer rating | 4     |